# Cyrtonyx
Cyrtonyx es un género de aves gallináceas que pertenecen a la familia Odontophoridae. Son aves nativas de América Central, México y el extremo sur de Estados Unidos. El género agrupa dos especies reconocidas.

## Especies
Se reconocen las siguientes especies:
- Cyrtonyx montezumae (Vigors, 1830) — colín ocelado,[2]  codorniz ocelado[1]
- Cyrtonyx ocellatus (Gould, 1837) — colín de Moctezuma,[2] codorniz Moctezuma[1]